# Igualita a mí
Igualita a mi è un film argentino del 2010 diretto da Diego Kaplan. È interpretato da Florencia Bertotti e Adrián Suar. Fu prodotto dalla Patagonik Film Group e con distribuzione Walt Disney Studios Motion Pictures.
Racconta la storia di Freddy, un donnaiolo senza lavoro stabile, incontra in discoteca per caso Aylin. Dopo aver fatto il test del DNA capiscono che Freddy e Aylin sono rispettivamente padre e figlia. Questo cambierà la vita di Freddy.
È stato il film più visto dell'anno in Argentina con più di 745.000 spettatori fin dalla sua anteprima. Gli attori Claudia Fontán e José Luis Díaz hanno ricevuto un premio al Premio Sur 2010.